# 플라스틱 필름

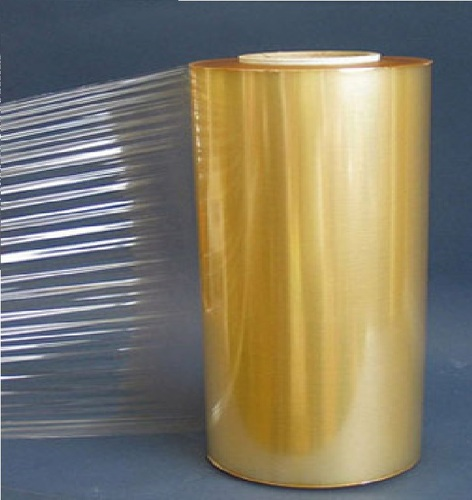
식품 포장용 비닐랩

플라스틱 필름(plastic film)은 얇게 펼쳐진 중합체를 말한다. 두꺼운 것은 시트(sheet)라고도 부른다. 한국어권에서는 일상생활에서 볼 수 있는 필름형 포장재를 ‘비닐’이라고 부르는데, 이는 폴리염화 비닐에서 온 말이다. 실제로는 대부분의 플라스틱 종류가 필름 형태로 만들 수 있는 것들이다.
포장용으로 쓰거나 비닐봉투·레이블·방수용 건축자재·사진 필름·비디오테이프 등 다양한 곳에 쓰인다.

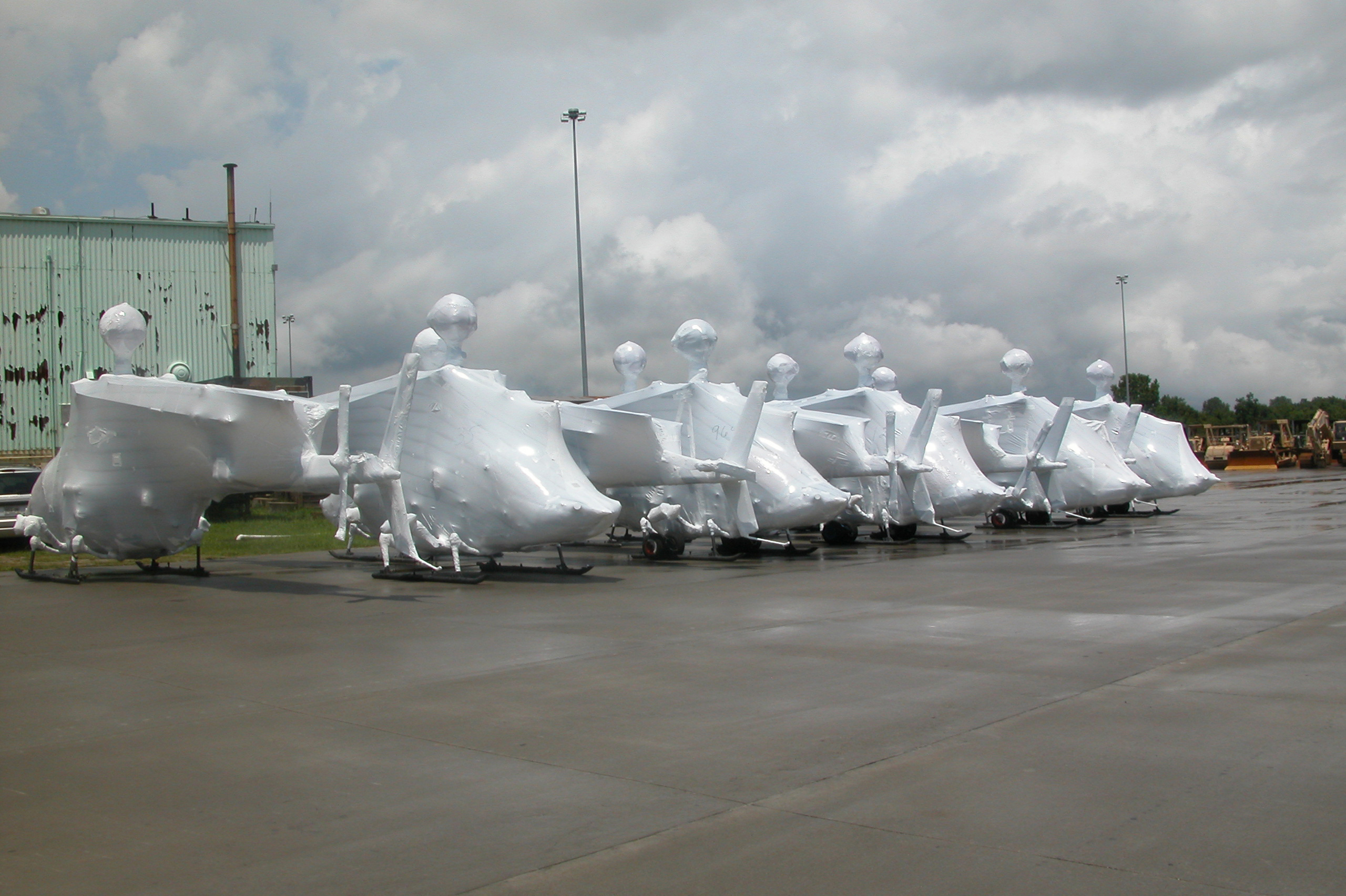
운송을 위해 필름으로 수축포장된 헬리콥터.

## 물질
- 폴리에틸렌 - 가장 흔한 형태의 플라스틱 필름
- 폴리프로필렌
- 폴리에스터
- 나일론
- 폴리염화 비닐 필름 - 가소제가 포함될 수도 있고 포함되지 않을 수도 있다
- 다양한 바이오플라스틱 및 생분해성 플라스틱
- 반양각 필름(Semiembossed film)

## 같이 보기
- 플라스틱 랩
- 박막